# Мачулище (Гомельская область)
Мачулище (бел. Мачулішча) — деревня в Октябрьском сельсовете Буда-Кошелёвского района Гомельской области Белоруссии.

## География

### Расположение
В 7 км на восток от районного центра и железнодорожной станции Буда-Кошелёвская (на линии Жлобин — Гомель), 43 км от Гомеля.

## Транспортная сеть
Транспортные связи по просёлочной, затем автодорогам, которые отходят от Буда-Кошелёво. Планировка состоит из чуть изогнутой, короткой улицы, ориентированной с юго-востока на северо-запад и застроенной деревянными домами усадебного типа.

## История
По письменным источникам известна со второй половины XIX века как застенок в Кошелёвской волости Рогачёвского уезда Могилёвской губернии.
В 1925 году в Дуравичском сельсовете Буда-Кошелёвского района Бобруйского округа. Рядом был одноимённый хутор. В 1929 году организован колхоз имени М. И. Калинина, работала кузница. На фронтах Великой Отечественной войны погибли 10 жителей деревни. В 1959 году в составе совхоза «Дуравичский» (центр — деревня Дуравичи), работали клуб и библиотека.
До 16 декабря 2009 года в составе Дуравичского сельсовета.

## Население

### Численность
- 2004 год — 13 хозяйств, 32 жителя.

### Динамика
- 1897 год — 1 двор, 8 жителей (согласно переписи).
- 1925 год — 25 дворов; в одноимённом хуторе — 9 дворов.
- 1959 год — 162 жителя (согласно переписи).
- 2004 год — 13 хозяйств, 32 жителя.